# Osaka Grand Slam
L'Tokyo  Grand Slam è un torneo internazionale di judo che si tiene annualmente ad Osaka, in Giappone.
Il torneo è parte del circuito IJF World Tour.

## Edizioni
Di seguito la tabella delle ultime edizioni del meeting.
| Anno | Edizione | Circuito            | Dettagli              | Rif.  |
| ---- | -------- | ------------------- | --------------------- | ----- |
| 2018 | 1°       | IJF World Tour 2018 | Osaka Grand Slam 2018 | [ 1 ] |
| 2019 | 2°       | IJF World Tour 2019 | Osaka Grand Slam 2019 | [ 2 ] |